# Atanycolus megophthalmus
Atanycolus megophthalmus är en stekelart som beskrevs av Roy D. Shenefelt 1943. Atanycolus megophthalmus ingår i släktet Atanycolus och familjen bracksteklar. Inga underarter finns listade.